# Sousceyrac-en-Quercy
Sousceyrac-en-Quercy ist eine französische Gemeinde mit 1.335 Einwohnern (Stand: 1. Januar 2022) im Département Lot in der Region Okzitanien. Sie gehört zum Arrondissement Figeac und zum Kanton Cère et Ségala. Sie entstand als Commune nouvelle mit Wirkung vom 1. Januar 2016 durch die Zusammenlegung der bisherigen Gemeinden Sousceyrac, Calviac, Comiac, Lacam-d’Ourcet und Lamativie, die seither alle über den Status einer Commune déléguée verfügen.

## Gliederung
| Ortsteil                     | ehemaliger INSEE-Code | Fläche (km²) | Einwohnerzahl zum 1. Januar 2022 |
| ---------------------------- | --------------------- | ------------ | -------------------------------- |
| Sousceyrac (Verwaltungssitz) | 46311                 | 57,64        | 814                              |
| Calviac                      | 46048                 | 26,49        | 149                              |
| Comiac                       | 46071                 | 29,27        | 212                              |
| Lacam-d’Ourcet               | 46141                 | 14,08        | 105                              |
| Lamativie                    | 46150                 | 12,82        | 055                              |

## Lage
Nachbargemeinden sind Laval-de-Cère im Nordwesten, Camps-Saint-Mathurin-Léobazel im Norden, Saint-Julien-le-Pèlerin im Nordosten, Siran und Saint-Saury im Osten, Labastide-du-Haut-Mont im Südosten, Gorses im Süden, Frayssinhes und Latouille-Lentillac im Südwesten und Cornac und Teyssieu im Westen.
Durch das Gemeindegebiet verläuft im Süden der Fluss Tolerme, im Norden sein Nebenfluss Cayla.